# Deltaèdre

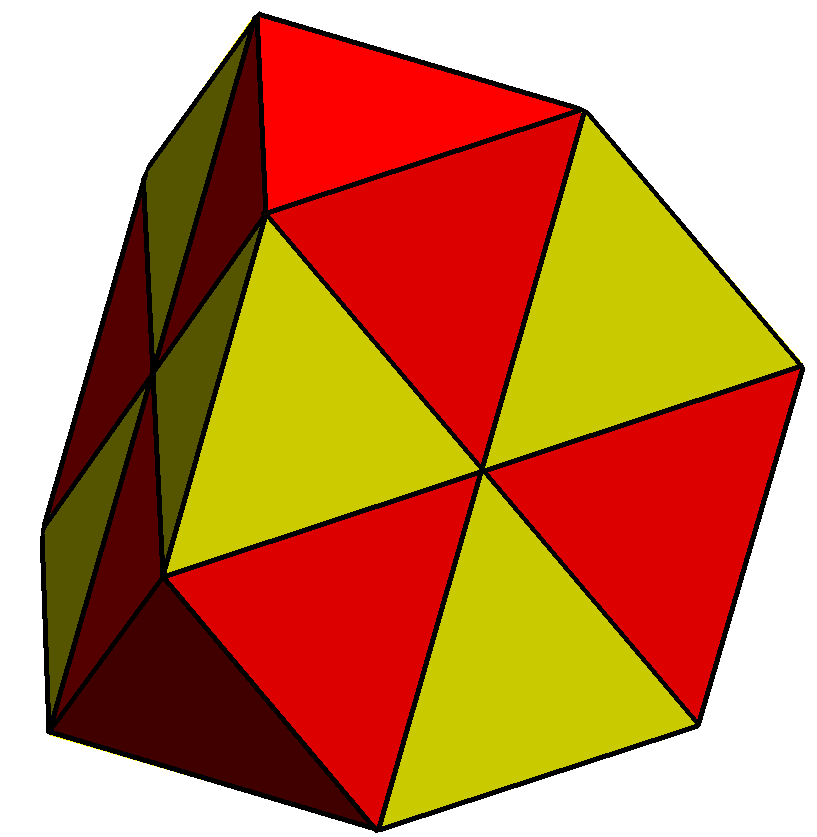
Le tétraèdre tronqué avec des hexagones remplacés par des triangles n'est pas un deltaèdre convexe parce qu'il n'est pas strictement convexe.

Un deltaèdre est un polyèdre dont toutes les faces sont des triangles équilatéraux. Le nom est issu de la lettre majuscule du grec delta (Δ), qui a la forme d'un triangle. Il existe une infinité de deltaèdres, mais de ceux-ci, seuls huit sont convexes, ayant quatre, six, huit, dix, douze, quatorze, seize et vingt faces. Le nombre de faces, arêtes et sommets est listé ci-dessous pour chacun des huit deltaèdres convexes.
Les deltaèdre ne doivent pas être confondus avec les deltoèdres (épelé avec un "o"), les polyèdres dont les faces sont des cerfs-volants.

## Les huit deltaèdres convexes
| Nom                             | Image | Faces | Arêtes | Sommets | Configurations de sommet |
| ------------------------------- | ----- | ----- | ------ | ------- | ------------------------ |
| Tétraèdre régulier              |       | 4     | 6      | 4       | 4 × 3³                   |
| Diamant triangulaire            |       | 6     | 9      | 5       | 2 × 3³ 3 × 34            |
| Octaèdre régulier               |       | 8     | 12     | 6       | 6 × 34                   |
| Diamant pentagonal              |       | 10    | 15     | 7       | 5 × 34 2 × 35            |
| Disphénoïde adouci              |       | 12    | 18     | 8       | 4 × 34 4 × 35            |
| Prisme triangulaire triaugmenté |       | 14    | 21     | 9       | 3 × 34 6 × 35            |
| Diamant carré gyroallongé       |       | 16    | 24     | 10      | 2 × 34 8 × 35            |
| Icosaèdre régulier              |       | 20    | 30     | 12      | 12 × 35                  |

Seuls trois deltaèdres sont des solides de Platon (polyèdres dans lesquels le nombre de faces se rencontrant à chaque sommet est constant) :
- le deltaèdre à 4 faces (ou tétraèdre), dans lequel trois faces se rencontrent à chaque sommet
- le deltaèdre à 8 faces (ou octaèdre), dans lequel quatre faces se rencontrent à chaque sommet
- le deltaèdre à 20 faces (ou icosaèdre), dans lequel cinq faces se rencontrent à chaque sommet

Dans le deltaèdre à 6 faces, certains sommets sont de degré 3 et certains de degré 4. Dans les deltaèdres à 10, 12, 14 et 16 faces, certains sommets sont de degrés 4 et certains de degré 5. Ces cinq deltaèdres irréguliers font partie de la classe des solides de Johnson : les polyèdres convexes dont les faces sont des polygones réguliers.
Les deltaèdres maintiennent leur forme, même si les arêtes sont libres de tourner autour de leurs sommets, c’est-à-dire que les angles entre les arêtes sont fluides. Les polyèdres n'ont pas tous cette propriété : par exemple, si vous relâchez certains angles du cube, le cube peut être déformé en un prisme carré non droit.

## Formes non-convexes
Il existe un nombre infini de formes non-convexes.
Quelques exemples de deltaèdres non-convexes :
- Grand icosaèdre - un solide de Kepler-Poinsot.

D'autres peuvent être engendrés en ajoutant des pyramides équilatérales aux faces de ces cinq polyèdres réguliers :
1. triakitétraèdre équilatéral
2. tétrakihexaèdre équilatéral
3. triakioctaèdre équilatéral (octangle étoilé)
4. pentakidodécaèdre équilatéral
5. triaki-icosaèdre équilatéral

De plus, en ajoutant des pyramides inversées aux faces :
- Troisième stellation de Wenninger (en) de l'icosaèdre

| Grand icosaèdre (20 triangles se coupant) | Octangle étoilé (24 triangles) | Troisième stellation de l'icosaèdre (60 triangles) |